# Jonny Searle
Jonathan William C. Searle, detto Jonny (Ashford, 1º maggio 1969), è un ex canottiere britannico, vincitore di una medaglia d'oro nel due con di canottaggio, in coppia con il fratello Greg ai Giochi olimpici di Barcellona 1992, ultima volta in cui questa gara si disputò.

## Palmarès
| Anno | Manifestazione  | Sede       | Evento        | Risultato |
| ---- | --------------- | ---------- | ------------- | --------- |
| 1992 | Giochi olimpici | Barcellona | Due con       | Oro       |
| 1996 | Giochi olimpici | Atlanta    | Quattro senza | Bronzo    |